# Centrale Rischi Finanziari
CRIF - Centrale Rischi Finanziari S.p.A. è una società italiana che fornisce supporto all'erogazione e alla gestione del credito al consumo, offrendo informazioni di referenza creditizia per la previsione e il controllo dei rischi finanziari.
Gestisce Eurisc, sistema di informazioni creditizie, dove sono presenti 51 milioni di posizioni, trasmesse da 440 banche e finanziarie (dati al 2005).
È tra i leader in Europa e nel Sud Est Asiatico nell'ambito della business information: nel 2018 ha raggiunto i 500 milioni di fatturato, contava 4.200 collaboratori in 30 Paesi e una rete di 6.300 tra banche e società finanziarie che utilizzano i suoi servizi nel mondo.

## Storia
La società viene fondata a Bologna nel 1988 da un gruppo di soci privati con a capo Carlo Gherardi insieme con Banca Popolare dell'Emilia, Banca del Monte di Bologna e Ravenna, Banco S. Geminiano e S. Prospero, Cassa di Risparmio in Bologna, Credito Emiliano e Credito Romagnolo. Entro il 1991, si aggiungeranno Banca Commerciale Italiana, Banca Nazionale del Lavoro, Banca Popolare di Milano, Banco Ambrosiano Veneto, Banco di Roma, Banco di Sardegna, Cassa di Risparmio delle Provincie Lombarde, Credito Italiano e Istituto Bancario San Paolo di Torino: inizialmente, le attività si concentrano sui piccoli finanziamenti di famiglie e operatori economici.
Crif è stata la prima a introdurre un sistema di informazioni creditizie in Italia. Dal 1996 copre gli affidamenti sotto i 150 milioni di lire e si aggiudica il progetto per la realizzazione della centrale rischi per il credito al consumo in Germania.
A partire dal 1997, rilevata anche la centrale rischi del Consorzio Interbancario Lombardo per la Moneta Elettronica (Cilme, riuniva circa 20 banche lombarde), l'azienda incomincia acquisizioni all'estero.
Nel 2003, alcuni tra i 17 istituti di credito si sfilano: l'azionista di maggioranza, Cribis Holding S.r.l. sale dal 38 al 72%, fino ad arrivare all'87,59% di oggi. Dietro Cribis Holding, tramite Unione Fiduciaria, c'è Carlo Gherardi e un'altra persona fisica. Gli altri azionisti sono BNL (5,1%), Deutsche Bank (2,55%) e Banco Popolare (1,92%): chiudono altri soggetti privati.
Nel 2011, conseguite le autorizzazioni di CONSOB ed ESMA, diventa la prima agenzia di rating italiana, con possibilità di emettere giudizi validi in tutta Europa.
Nel 2018 acquisisce l'irlandese Vision.Net e, con il controllo al 100% di Dun&Bradstreet Vietnam e la crescita nel capitale di PCB, è diventata il sistema di informazioni creditizie (Sic) di riferimento nella regione Asean.
Nel 2021 è entrata come secondo azionista nel capitale di FoolFarm spa, primo Startup Studio europeo specializzato in intelligenza artificiale.

## Attività
Crif gestisce Eurisc, database informatico in cui sono contenuti tutti i dati relativi ai finanziamenti (estinti, in richiesta, erogati, rinunciati e rifiutati, con un tempo di conservazione dettato dalle normative sulla tutela della privacy) concessi a consumatori e imprese, i cui dati anagrafici sono anch'essi riportati.
Sono indicati tutti i prodotti (carte di credito, mutui, prestiti, cessioni del quinto, leasing, fidi), nonché gli istituti di credito emittenti e lo stato di avanzamento dei pagamenti: infatti, il sistema è famoso in quanto contiene anche i dati negativi, ovvero le segnalazioni che gli istituti di credito, mensilmente, effettuano nel momento in cui un cliente dovesse avere ritardi nei pagamenti. Questi vengono conservati per un periodo massimo di 36 mesi dalla data di estinzione prevista del finanziamento.
Secondo un'indagine della Camera dei deputati del 2009, tutti i giorni, il 90% degli sportelli bancari si collega a CRIF per effettuare verifiche concernenti le richieste di credito presentate dalla clientela.
Infine, la società è anche attiva nel ramo del recupero crediti, tramite le controllate Cribis Credit Management e Teleservice e, dal 2015, è azionista di maggioranza di Nomisma.

## Fonti
- Indagine conoscitiva sul credito al consumo - Audizione dei rappresentanti CRIF - Camera dei Deputati, Roma, 23 giugno 2009